# 마다가스카르의 경제
마다가스카르의 경제는 시장 경제이며 마다가스카르의 농업과 신흥 관광, 섬유, 광업의 지원을 받고 있다. 마다가스카르 농업은 쌀과 카사바 같은 열대성 주요 작물뿐만 아니라 바닐라, 커피와 같은 현금 작물을 생산한다. 마다가스카르의 풍부한 천연자원은 상당한 규모의 광산 산업을 뒷받침한다. 마다가스카르의 개발도상국 지위는 마다가스카르의 일부 지역, 특히 미국과 유럽 연합에서는 수출품 통관을 면제하고 있다. 이러한 면제는 마다가시 섬유 산업의 성장을 뒷받침했다. 마다가스카르의 천연 자원과 개발 산업에도 불구하고, 2009년 마다가스카르 정치 위기는 국제 사회가 불법 쿠데타로 간주하여 마다가스카르에 대한 외국인 투자를 억제하고 마다가스카르 경제를 침체시켰다. 2014년 초 선거 재개에 따라 외국인 투자가 재개됐다. 2018년 마다가스카르는 세계에서 가장 빠르게 성장하는 경제 중 하나였다.

## 농업
마다가스카르는 커피(57,000톤), 정향(23,000톤), 코코아(11,000톤), 캐슈(7,000톤), 바닐라(3,000톤)와 같은 다른 농산물의 소규모 생산품도 생산된다.
농업은 마다가스카르에서 가장 큰 산업이며 노동력의 82%를 차지한다.  마다가스카르의 기후는 해안을 따라 열대성 기후로 고지대에서는 온화하며 남부에서는 건조하기 때문에 쌀, 카사바, 콩, 바나나 등 열대성 작물을 재배할 수 있다. 2011년 마다가스카르의 농산품, 특히 정향, 바닐라, 카카오, 설탕, 후추, 커피는 마다가스카르의 수출 상위 12위를 차지했다. 마다가스카르는 세계에서 가장 많은 바닐라 수확량을 생산하고 있으며 마다가스카르는 전 세계 바닐라 시장의 80~85%를 차지하고 있다.

## 직물
안타나나리보와 안치라베 주변에 위치한 마다가스카르 경제자유구역의 수출은 의류 수출의 대부분을 차지하고 있으며 아프리카성장기회법(AGOA)에 따른 미국과 유럽 연합(EU)의 EBA 협정에 따른 관세규제가 대부분 면제된다.

## 광업
경제의 작지만 성장하는 부분은 일메나이트 채굴에 기반을 두고 있으며, 최근 투자는 톨리아라와 톨라나로 근처에서 증가하고 있다. 광산 회사인 리오 틴토 그룹은 수년간의 준비 끝에 2009년 1월 포트 도팽 광산에서 생산을 시작했다. 이 광산 프로젝트는 지구의 벗과 다른 환경 단체들이 환경과 지역 사회에 미치는 광산의 영향에 대한 그들의 우려를 상세히 기술하기 위해 보고서를 제출하는 등 매우 논란이 많다. 원석 채굴은 마다가스카르 경제의 중요한 부분이기도 하다.
광업과 석유, 가스 분야에서 몇몇 주요 프로젝트가 진행 중이며, 성공할 경우 상당한 발전을 가져올 것이다. 광산 분야에서는 토아마시나 인근의 사코아와 니켈의 개발이 포함된다. 암바토비 니켈 광산(셰리트 인터내셔널 40%, 스미토모 27.5%, 한국자원 27.5%, SNC-라발린 5%)은 대규모 작업이며 현재까지 476만 달러의 비용이 소요되었으며 2011년 생산을 시작할 예정이다. 석유에서는 마다가스카르 석유가 치미로로의 대규모 육상 중유전과 베몰랑가의 초중유전을 개발하고 있다.

## 식품 보안, 취약성 및 위험 관리

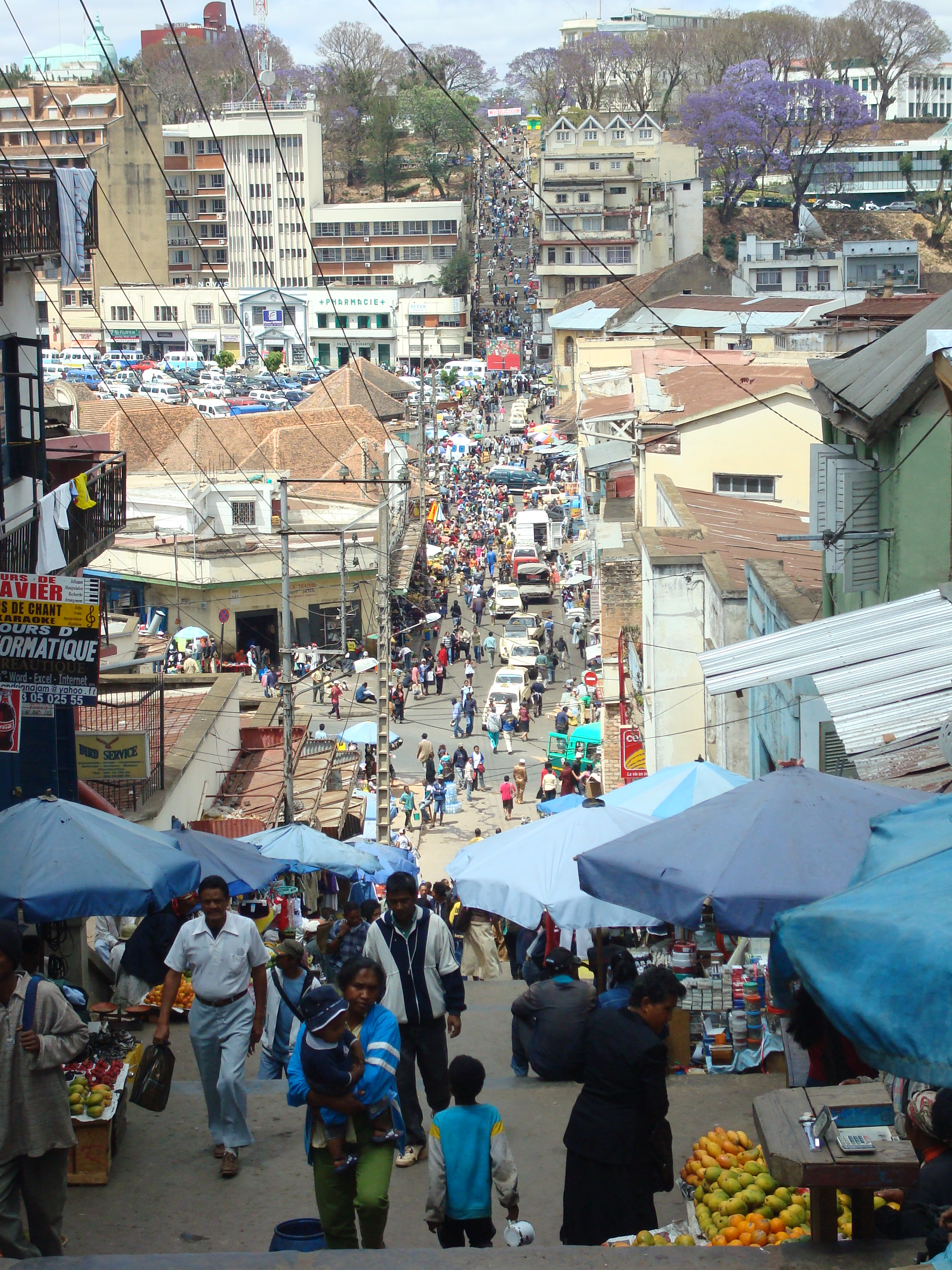
활기찬 안타나나리보는 마다가스카르의 정치적, 경제적 수도이다.

풍부하고 다양한 천연 자원에도 불구하고, 마다가스카르는 세계에서 가장 가난한 나라 중 하나이다. 마다가스카르는 다양한 토양과 기후 다양성 때문에 농업 발전에 큰 잠재력을 가지고 있다. 그럼에도 불구하고, 자연 재해(사이클론, 가뭄, 메뚜기 침입)와 구식 농업 관행은 생산을 제한한다.
말라가시 인구의 생활수준은 지난 25년 동안 극적으로 감소하고 있다. 그 나라는 1960년대 순수 농산물 수출국에서 1971년 이후 순수 수입국으로 바뀌었다. 부적절한 전통 농법으로 인해 토양이 침식되고 토질이 저하되면서 마다가스카르 주민들의 생존 기반이 심각한 위협을 받고 있다.

## 에너지
2018년 현재 마다가스카르 인구의 15%만이 전기를 사용할 수 있다.

## 빈곤 감소

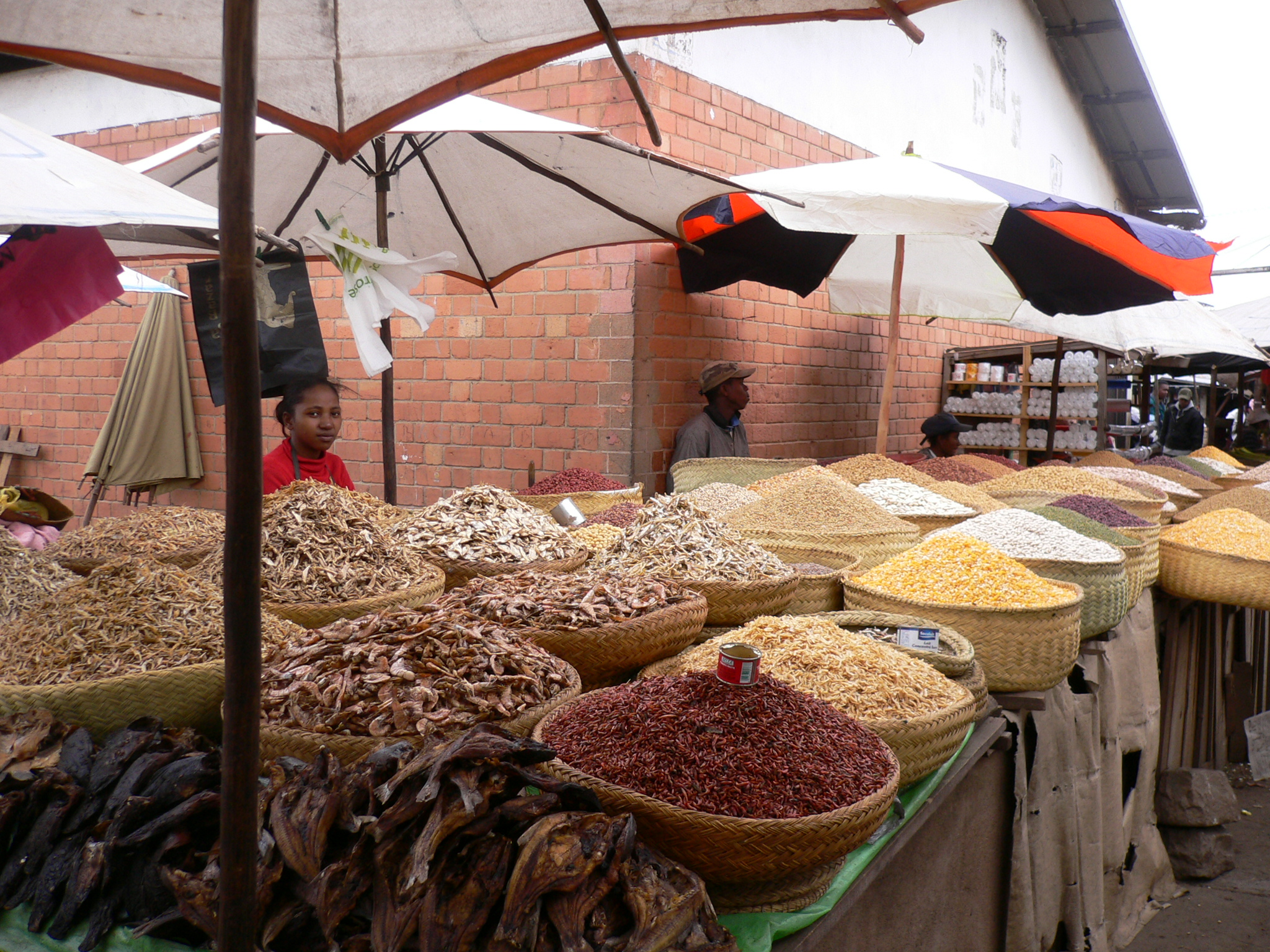
현지 시장 판매업체

2000년, 마다가스카르는 과다채무빈곤국(HIPC) 구상 하에 빈곤감소전략(PRSP)를 준비하기 시작했다. 2000년 12월 국제 통화 기금(IMF)와 세계 은행 이사회는 이 나라가 HIPC 이니셔티브에 따라 자격이 있다고 합의했고 마다가스카르는 부채 탕감을 위한 결정 지점에 도달했다. 2001년 3월 1일, IMF 이사회는 2001년~2003년 동안 빈곤 감소 및 성장 시설(PRGR)에 따라 1억 3백만 달러를 지원했다. 자원은 보건, 교육, 농촌 도로, 물, 지역사회에 대한 직접적인 지원을 개선하기 위한 것이었다. 2001년 3월 7일 파리 클럽은 1억 6100만 달러의 채무 해제를 승인했다. 2001년 2월 28일 아프리카 개발 은행(ADB)은 HIPC에 7146만 달러의 채무 해제를 승인했고 2001년 6월 에이즈 및 빈곤 퇴치를 위해 2천만 달러의 추가 신용을 부여했다.
1997년(3.5%), 1998년(3.9%), 1999년(4.7%), 2000년(4.8%)의 평균 GDP 성장률은 인구 증가율을 넘어섰다.
2004년 10월, IMF과 세계 은행 이사회는 마다가스카르가 HIPC 이니셔티브에 따라 완성 단계에 도달했다고 결정했다.

## 같이 보기
- 아프리카의 경제
- 유엔 아프리카 경제 위원회